# 009-1
009-1 (ゼロゼロナイン・ワン?, Zero Zero Nain Wan) è un manga ed anime giapponese di Shōtarō Ishinomori. Il manga fu pubblicato dal 1967 al 1974 mentre la serie anime è andata in onda su TBS nel 2006. L'anime è edito nel Nord America da Funimation Entertainment.

## Trama
In un mondo alternativo, la Guerra Fredda si è protratta per 140 anni e così il pianeta è diviso in due: il Blocco Occidentale, guidato dagli Stati Uniti, e il Blocco Orientale, guidato dall'URSS. In questo mondo, la tensione tra le fazioni è aumentata e con essa anche gli arsenali di armi nucleari. Miléne Hoffman è un cyborg donna diventata spia del Blocco Occidentale e con altri agenti è impegnata in diverse missioni.

## Personaggi

### Gruppo del Numero 9
- Mylene Hoffman (009-1)

Mylene Hoffman è la protagonista della serie. Si tratta di una donna alta con capelli biondi, membro attivo dell'Organizzazione Zero Zero che funziona come un organo di intelligence per il Blocco Occidentale. La maggior parte del suo corpo è stato geneticamente modificato per lo stile di un cyborg ed alcune parti del corpo sono dotate di funzioni specifiche, le quali sono necessarie per lo spionaggio. La sua arma standard è una pistola a raggi chiamata P009-WA (comunemente chiamata pistola al plasma). Durante la serie svolgerà varie missioni assieme ad altre agenti, inoltre fa un sacco di riflessioni su ogni missione.
- Judy Moore (009-2)
- Vanessa Ibert (009-3)

È stata appositamente modificata con delle apparecchiature elettroniche. Possiede una fotocamera integrata nel suo occhio in grado di memorizzare i dati nel target in memoria del suo cervello. È anche in grado di scaricare le informazioni che ha ottenuto in un dispositivo compatto attraverso il connettore sul retro del suo collo.
- Berta Kästner (009-4)

È il membro del Gruppo del Numero 9 più geneticamente modificato. Sia i suoi gomiti che le sue ginocchia sono modificati.
- Thelma Banderas (009-5)
- Fei Chan (009-6)
- Mia Connery (009-7)

La sua struttura ossea completa, la sua pelle e i suoi muscoli sono composti da un tessuto speciale biologico, in tal modo può trasformarsi in un'altra persona. Nonostante abbia un viso da bambina, non fa trapelare mai nessuna emozione o sentimento.
- Una Berry (009-8)
- Mio Murashima (009-9)
- Alyona Theremin (009-10)
- Bella Theremin (009-11)
- Amia Riegl (009-12)
- Numero Zero

Come comandante della Zero Zero Organization, egli è padrone del Gruppo numero 9. La sua storia personale è completamente avvolta nel mistero, e nessuno conosce la sua vera identità. Appare sempre freddo ma a volte mostra emozioni e sentimenti verso i suoi subordinati.

## Episodi
| Nº   | Titolo italiano (tradotto) Giapponese 「Kanji」 - Rōmaji                  | In onda          | In onda |
| Nº   | Titolo italiano (tradotto) Giapponese 「Kanji」 - Rōmaji                  | Giapponese       |         |
| 1    | Gli infiltrati 「潜入者たち」 - Senyūshatachi                             | 5 ottobre 2006   |         |
| 2    | La vigilia di Natale 「聖夜」 - Seiya                                     | 12 ottobre 2006  |         |
| 3    | Hard-boiled 「ハードボイルド」 - Hādo boirudo                             | 19 ottobre 2006  |         |
| 4    | Invito da un antico castello 「古城よりの招待状」 - Kojō yori no shōtaijō | 26 ottobre 2006  |         |
| 5    | La donna d'oro 「黄金の女」 - Ōgon no onna                                | 2 novembre 2006  |         |
| 6    | Pop 「ポップ」 - Poppu                                                    | 9 novembre 2006  |         |
| 7    | Porto 「港」 - Minato                                                     | 16 novembre 2006 |         |
| 8    | Il calendario di ieri 「昨日の暦」 - Kinō no koyomi                       | 23 novembre 2006 |         |
| 9    | Vendetta 「復讐」 - Fukushū                                               | 30 novembre 2006 |         |
| 10   | Controesplosione 「逆爆発」 - Gyakubakuhatsu                              | 7 dicembre 2006  |         |
| 11   | Fuga 「脱出」 - Dasshutsu                                                 | 14 dicembre 2006 |         |
| 12   | Alba 「夜明け」 - Yoake                                                   | 21 dicembre 2006 |         |
| 12+1 | R&B                                                                       | solo in DVD      |         |

## Doppiaggio
| Personaggi     | Voce giapponese |
| -------------- | --------------- |
| Mylene Hoffman | Yumiko Shaku    |
| Vanessa Ibert  | Satsuki Yukino  |
| Berta Kästner  | Akeno Watanabe  |
| Mia Connery    | Marina Inoue    |
| Numero Zero    | Hōchū Ōtsuka    |
| Double Gomez   | Naomi Kusumi    |
| Marte          | Keiichi Noda    |